# Libnotes kaulbackiana
Libnotes kaulbackiana är en tvåvingeart som först beskrevs av Alexander 1963. Libnotes kaulbackiana ingår i släktet Libnotes och familjen småharkrankar.
Artens utbredningsområde är Myanmar. Inga underarter finns listade i Catalogue of Life.